# Isle Royale
Isle Royale is een onbewoond eiland in het Bovenmeer, dat behoort tot de Amerikaanse staat Michigan. Bestuurlijk gezien valt het onder Keweenaw County. 
Het eiland is 68 kilometer lang en 10 kilometer breed. Hiermee is Isle Royale het grootste eiland van het Bovenmeer, en na Manitoulin het grootste eiland van de Grote Meren. Het hoogste punt van het eiland is Mount Desor, die 425 meter hoog is.
Het eiland en ongeveer 450 kleinere eilanden in de naaste omgeving vormen samen het Isle Royale National Park.

## Afbeeldingen

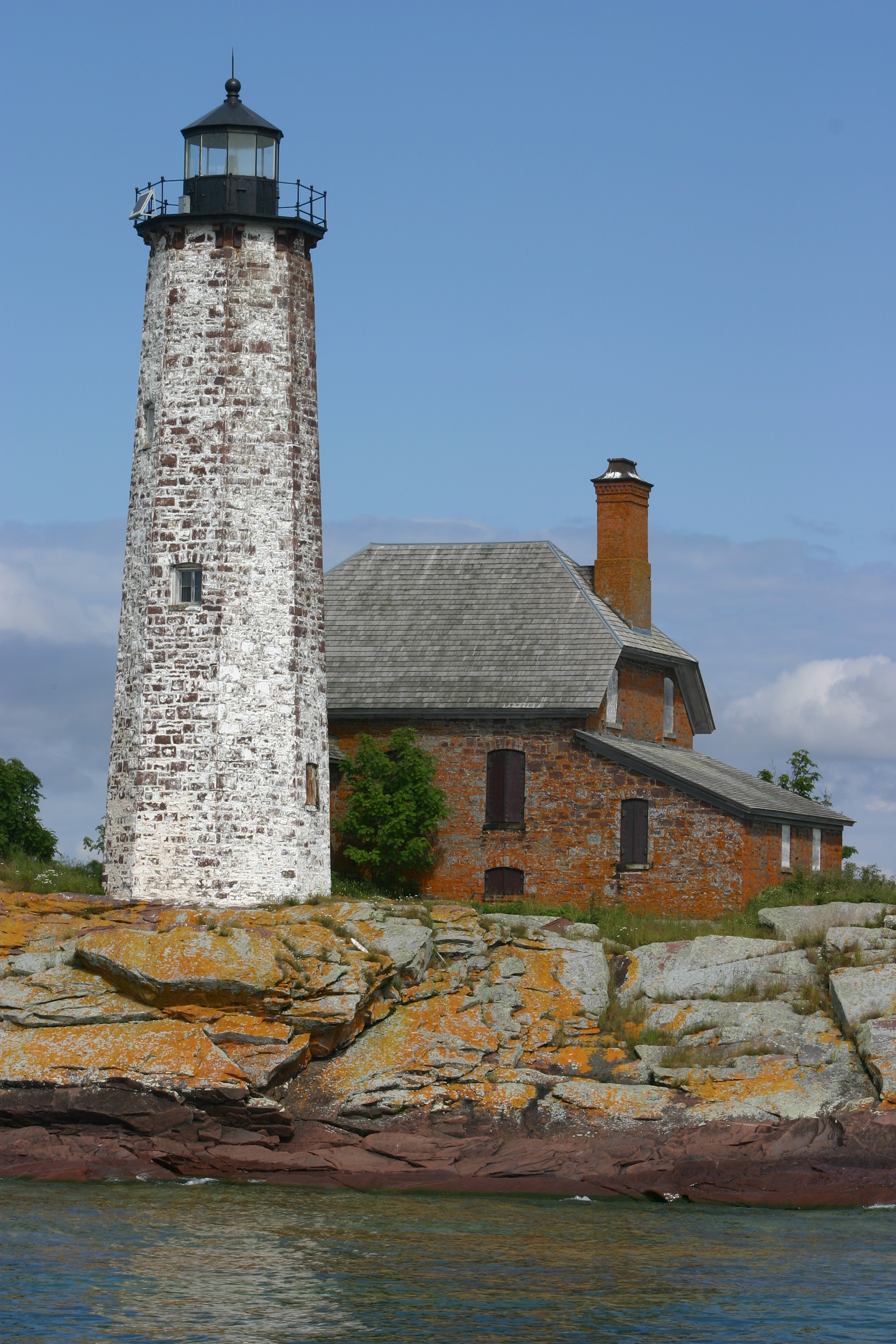
Vuurtoren
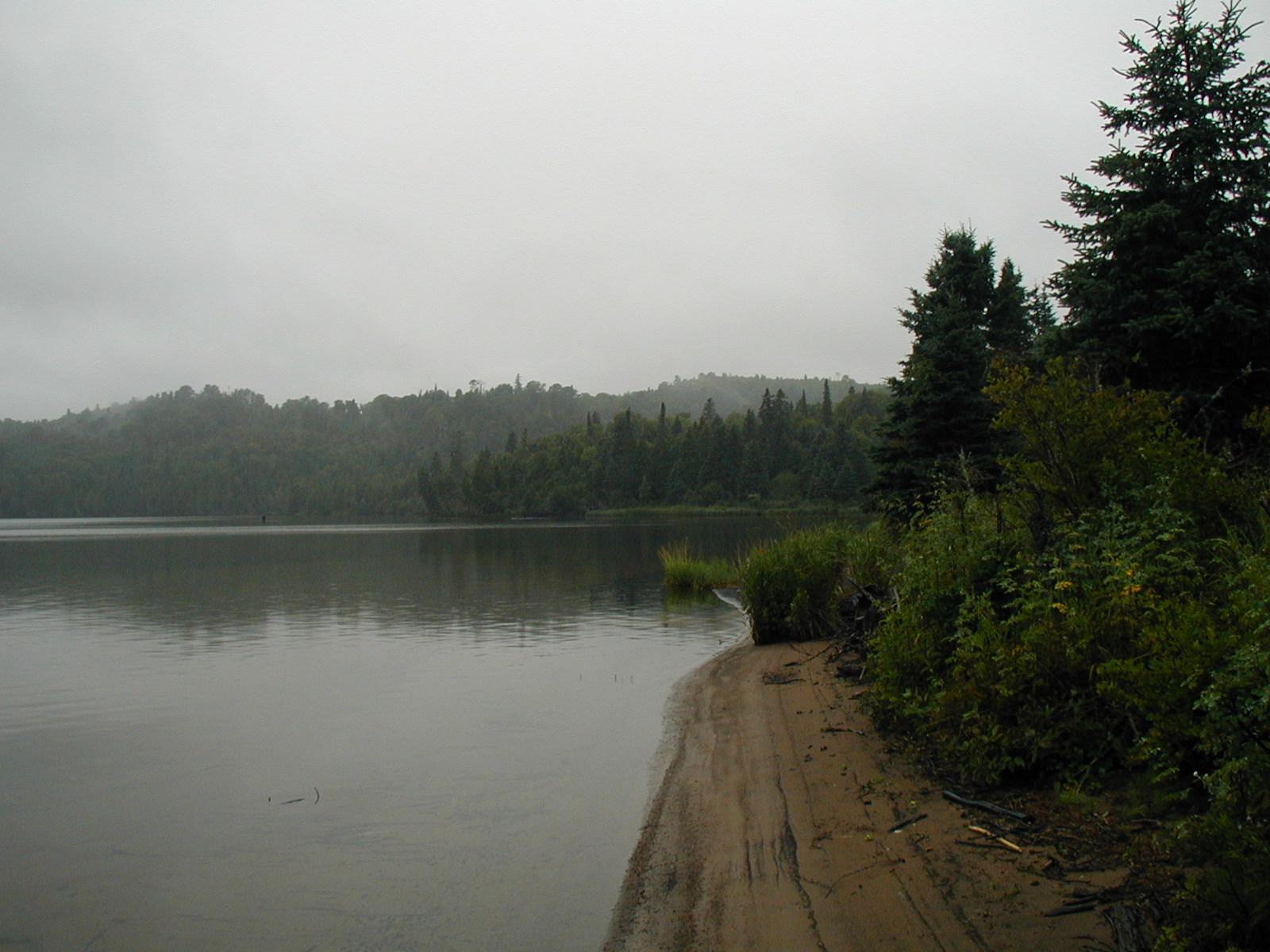
Strand